# Giorgia Meloni
Giorgia Meloni (Róma, 1977. január 15. –) olasz politikus, 2022-től Olaszország Minisztertanácsának elnöke, az ország első női kormányfője. 2006 óta a Képviselőház tagja, 2014 óta az Olaszország Fivérei nevű párt vezetője és 2020 és 2025 között az Európai Konzervatívok és Reformerek Párt elnöke. 2024-ben a Time magazin a világ legbefolyásosabb emberei közé sorolta, míg a Politico 2025-ben Európa legbefolyásosabb emberének nevezte.
1992-ben 15 évesen belépett a neofasiszta Olasz Szociális Mozgalom ifjúsági tagozatába, az Ifjúság Frontba. 1995-ben az utódpártban a Nemzeti Szövetségben a Hallgatói Akció nevű hallgatói mozgalomban vezetője lett. 1998 és 2002 között Róma megye közgyűlésének képviselője volt. 2008 és 2011 között a negyedik Berlusconi-kormány ifjúsági minisztere volt, kinevezésekor 31 évesen az ország történetének legfiatalabb minisztere volt. 2012-ben társalapítója volt az Olaszország Fivérei pártnak, aminek 2014-ben az elnöke lett. A pártja a 2014-es európai választásokon nem jutott be az Európai Parlamentbe. A 2018-as olasz parlamenti választásokon ellenzékben maradt Meloni pártja. 2021-ben Mario Draghi egységkormányt hozott létre a COVID-járvány kezelésére, amiből Meloniék kimaradtak. A Draghi-kormány bukása után az előrehozott 2022-es olasz parlamenti választásokon az FdI a Jobbközép Koalíció tagjaként megnyerte a választásokat, és Melonit miniszterelnöknek választották. 
Meloni keresztény és konzervatív, és hisz abban, hogy megvédi „Istent, a hazát és a családot”. Ellenzi az eutanáziát, az azonos neműek házasságát és az LMBT-nevelést, mondván, hogy a családok élén kizárólag férfi-nő pár áll. Beszédeiben megjelenik a femonacionalista retorika és globalizmuskritika is. Meloni támogatja a tengeri blokádot a Földközi-tengeren az illegális bevándorlókkal szemben, ezért gyakran xenofóbiával és Iszlamofóbiával vádolják. Támogatja a NATO-t, azonban az Európai Unióban euroszkeptikus. Elítélte a 2022-es orosz inváziót Ukrajna ellen, valamint fegyverekkel támogatja Ukrajnát.

## Életrajza

### Gyermekkora és belépése a politikába
Édesapja Francesco adótanácsadó szárd, édesanyja pedig szicíliai volt. 12 éves volt, amikor édesapja a Kanári-szigetekre emigrált munka végett. Róma északi részén született, de hároméves korában családja a Garbatella-negyedbe költözött.
A politikai életbe 15 évesen, 1992-ben lépett be először, amikor a jobboldali, neofasiszta Olasz Szociális Mozgalom ifjúsági tagozatába, az Ifjúság Frontjába jelentkezett. Részt vett tüntetéseken, amelyeken a kereszténydemokrata Rosa Russo Iervolino oktatási miniszter fémjelezte reformok ellen tiltakoztak. 1995-ban, immáron az utódpárt Nemzeti Szövetség hallgatói szervezetének, a Hallgatói Akció vezetőségi tagja lett.
1998-ban Róma megye közgyűlésének képviselője lett, az Ifjúsági Akciónak 2000-ben egyik vezetője, majd 2004-ben elnöke lett, először nőként. Ezalatt az időszak alatt a szélsőjobboldali Olaszország Fiai tagozat elnöke is volt, amely Benito Mussolini ideológiai örökségének tekintette magát.

### Politikai karrierje
A 2006-os parlamenti választáson megválasztották képviselőnek, amivel 29 évesen az olasz alsóház legfiatalabb képviselőjének és alelnökének választották meg.
2008-ban a negyedik Berlusconi-kormány ifjúsági minisztere lett, amely tisztségét 2011. november 16-áig tartotta meg. Kinevezésével Olaszország addigi legfiatalabb minisztere volt. Ugyanebben az évben Meloni felszólította az olasz sportolókat, hogy bojkottálják az azévi pekingi nyári olimpiai játékok nyitó ceremóniáját, tiltakozásul Kína Tibet-politikája miatt. Ezt a kezdeményezést mind a miniszterelnök, Silvio Berlusconi, mind Franco Frattini külügyminiszter kritizálta.
2009-ben a Nemzeti Szövetség és a Forza Italia beolvadtak a Szabadság Népe jobbközép pártszövetségbe, ahol Meloni az ifjúsági szárny vezetője lett.

### Miniszterelnöksége

#### Kormányalakítása

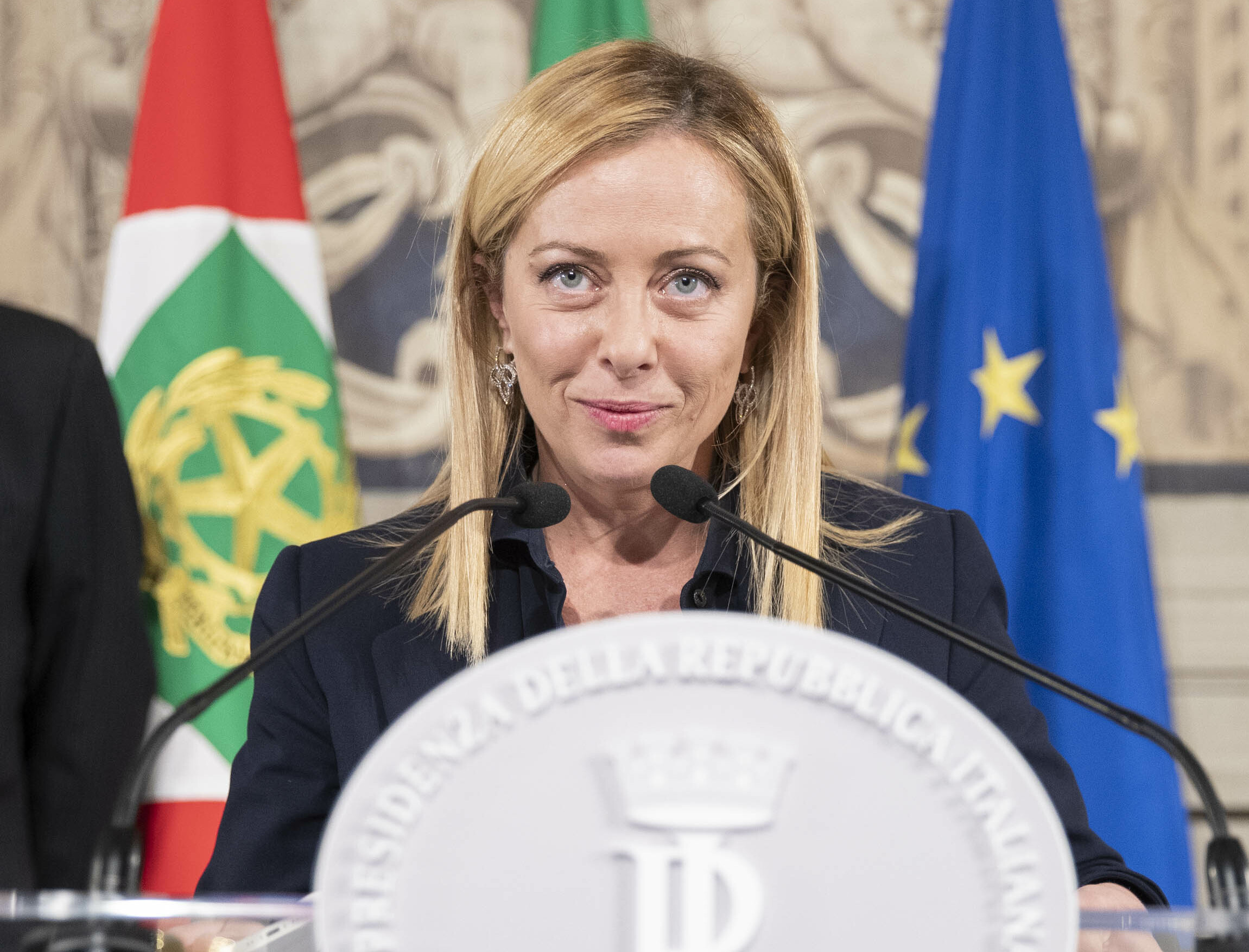
Meloni bejelenti kormányának tagjait

Az új törvényhozás első ülése után a jobbközép koalícióban feszültségek keletkeztek. 2022. október 13-án Berlusconi kijelentette, hogy nem támogatja Ignazio La Russa FdI-jelöltet a köztársasági szenátus elnöki posztjára. Ennek ellenére később pártja, a Hajrá Olaszország! a koalícióval együtt megszavazta La Russát a Szenátus elnökének. A feszültség tovább nőtt Berlusconi és Meloni között, amikor az egyik szenátusi felszólalásában kormányfője „fennhéjázó, arrogáns és támadó” jelzőkkel illette. A kormányalakítás előtti napokban enyhült a feszültség, és a jobbközép koalíciós pártok megegyeztek az új kabinet megalakításában.
2022. október 20-án bejelentették, hogy a jobbközép koalíciós pártoknak (Olaszország Fivérei, Északi Liga, Forza Italia és Mi Moderáltak) sikerült megállapodniuk a koalíciós kormány megalakításáról Meloni miniszterelnökletével. Aznap Sergio Mattarella olasz köztársasági elnök felkérte Melonit a kormányalakításra. 22-én Meloni letette hivatali esküjét, így ő lett Olaszország első miniszterelnöknője.
2022. október 25-én tartotta első hivatalos beszédét miniszterelnökként a képviselőházban, kabinetjének bizalmi szavazása előtt. Beszédében hangsúlyozta, hogy ő az első nő, aki olasz kormány élén áll. Köszönetet mondott több olasz nőnek, köztük Tina Anselminek, Samantha Cristoforettinek, Grazia Deleddának, Oriana Fallacinak, Nilde Iottinak, Rita Levi-Montalcininek és Maria Montessorinak, akikről azt mondta: „megépítették azt a létrát, amivel ma felmászhattam, és betörhetem a fejünk fölé helyezett nehéz üvegplafont.” A kormány mindkét házban kényelmes többséggel nyerte meg a bizalmi szavazást.

#### Belpolitikája

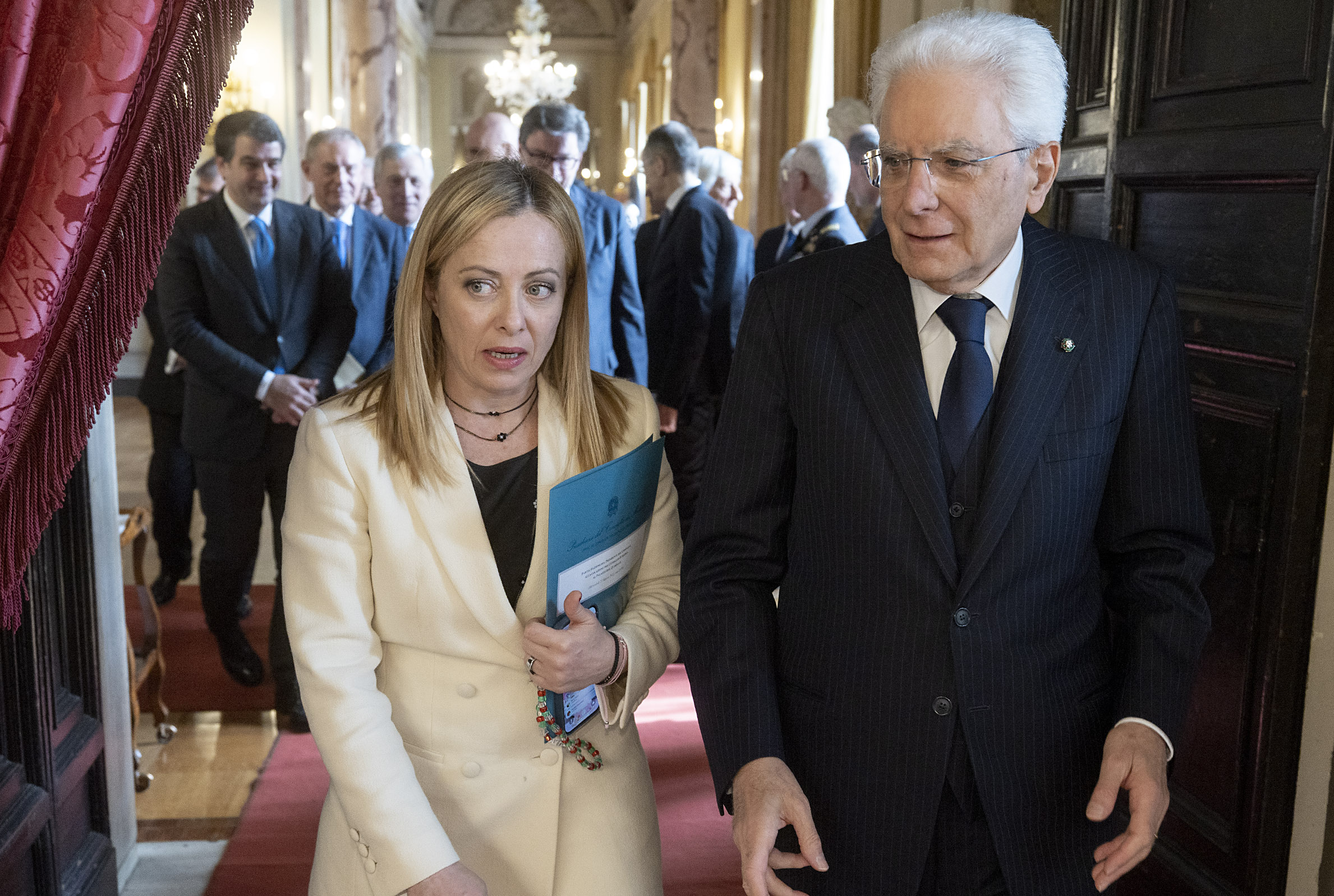
Sergio Mattarella köztársasági elnökkel

A kormány által végrehajtott egyik első intézkedése a COVID oltásigazolás eltörlése volt. A be nem oltott orvosokat is visszahelyezték az állásukba. A kormány október 31-én jóváhagyta azt a rendeletet, amely szerint akár hat évig terjedő szabadságvesztéssel is büntethetők azok a személyek, akik illegális partikon és gyűléseken vesznek részt. Az intézkedést elsősorban a rave-partik ellen hozták, azonban a rendelet alkalmazható minden olyan illegális összejövetelre, amelyet a hatóság veszélyesnek ítél meg. A rendelet az ellenzéki pártok és a jogvédő egyesületek részéről is egy sor tiltakozást váltott ki, sőt a koalíción belül a Forza Italia sem támogatta. Az Amnesty International szerint a rendelet „a békés tiltakozáshoz való jog aláásásával fenyegetett”. A Meloni-kormány elutasította a vádakat, és kisebb módosításokkal a parlament megszavazta. Meloni hivatalba lépése első heteiben szigorúbb politikát vitt végbe az illegális bevándorlás elleni küzdelem terén, mint a korábbi kormányok.
Gazdasági szempontból kormánya folytatja elődjének, Mario Draghinak az energiaárak emelkedése elleni küzdelmét, a családoknak és a vállalkozásoknak támogatásokat nyújtott, valamint új fúrási engedélyeket adott ki az olasz tengerekre, hogy növelni tudják a hazai földgázkitermelést.
2022 decemberének végén Meloni bejelentette, hogy francia mintára Olaszországban félelnöki rendszert szeretnének bevezetni, ennek érdekében, megkezdték a tárgyalásokat az ellenzéki pártokkal.
2023. február 26-án egy migránsokat szállító hajó a zord időjárási körülmények miatt elsüllyedt, miközben megpróbált kikötni Crotone közelében. A hajó 143-200 migránst szállított, akik közül legalább 86-an megfulladtak, köztük 12 gyermek, így ez az elmúlt évek egyik leghalálosabb tengeri katasztrófájává vált. Meloni kifejezte „mély szomorúságát az embercsempészek tevékenysége követelte sok emberélet miatt”. 2023. március 1-jén az eset miatt a Demokrata Párt elnöke Elly Schlein lemondásra szólította fel Matteo Piantedosi belügyminisztert.
2023 májusában a kormánynak súlyos áradásokkal kellett szembenéznie, amelyek Emilia-Romagna régiót sújtották, 17 ember halálát okozva, és 50 ezer ember kényszerült elhagyni az otthonát. Május 23-án az olasz Miniszterek Tanácsa hivatalosan bejelentette a vészhelyzetre válaszul hozott első törvényerejű rendelet jóváhagyását, 2 milliárd eurós helyreállítási csomagot, amely többek között állami és magánvállalkozásoknak, iskoláknak, egyetemeknek, múzeumoknak és mezőgazdasági dolgozóknak szólt. Május 25-én Meloni és Ursula von der Leyen, az Európai Bizottság elnöke ellátogattak Emilia-Romagna régió elárasztott területeire. 2023. június 27-én nevezte ki a Meloni-korány Francesco Paolo Figliuolo tábornokot újjáépítésért felelős biztosnak, azonban a kinevezése kisebb konfliktust okozott a kormányon belül.

#### Külpolitikája

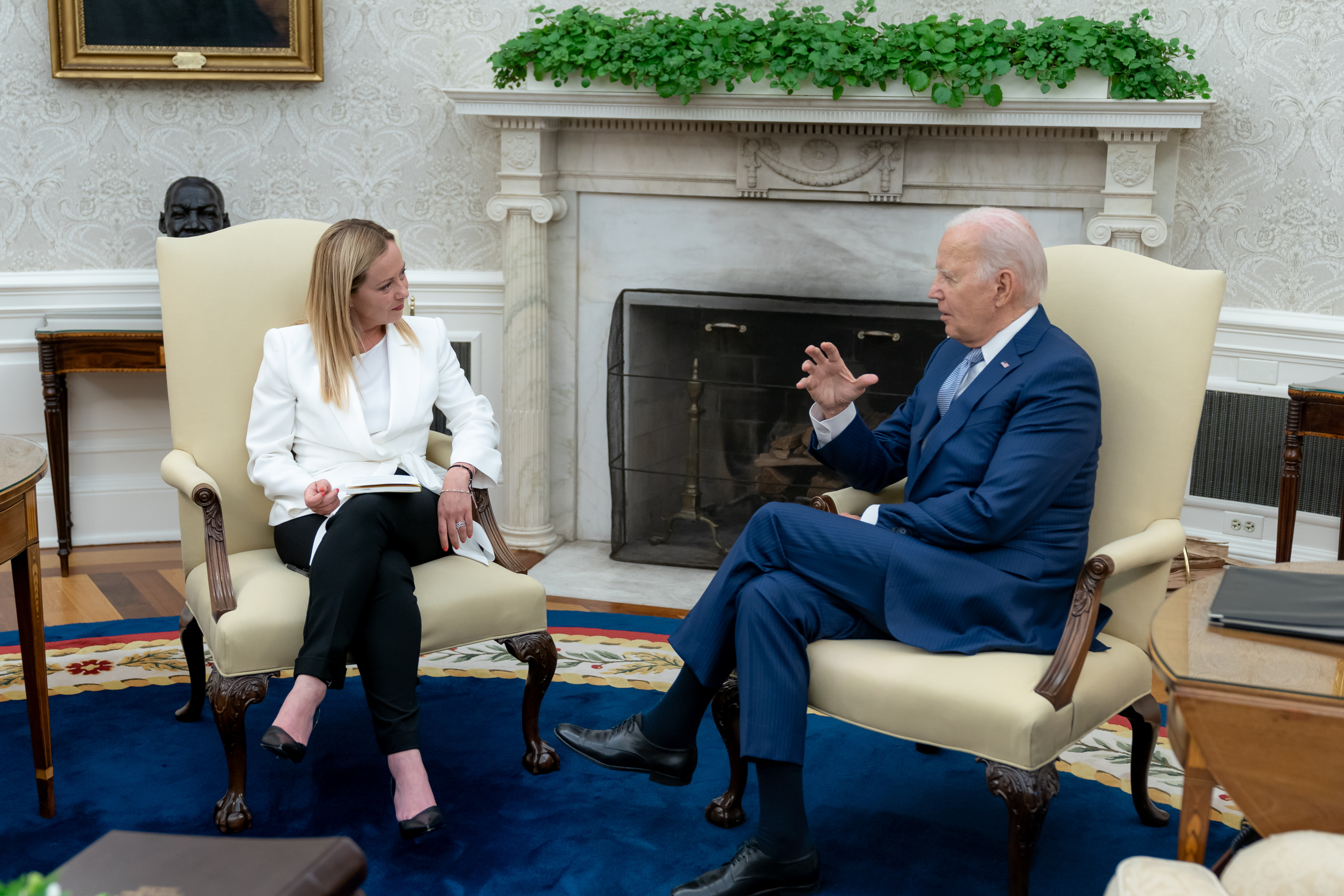
Meloni Joe Biden elnökkel a Fehér Házban 2023 júliusában

Az első külföldi vezető, akivel Meloni találkozott, Emmanuel Macron francia köztársasági elnök volt, aki 2022. október 23-án Rómában találkozott Mattarella elnökkel és Ferenc pápával is. Meloni kétoldalú megbeszélést folytatott Macronnal, elsősorban a folyamatban lévő energiaválságról és az orosz–ukrán háborúról. November 3-án Meloni Brüsszelbe utazott, ahol találkozott az Európai Unió vezetőivel, Ursula von der Leyennel, Charles Michelel, Paolo Gentilonival, Roberta Metsolával és más politikusokkal.
November 7-én Meloni részt vett első nemzetközi csúcstalálkozóján, az Egyesült Nemzetek COP27-én az egyiptomi Sarm es-Sejkben. Beszédében kijelentette: „Olaszország továbbra is erősen meg van győződve elkötelezettségéről a párizsi megállapodással összhangban a szén-dioxid-mentesítés mellett. Az afrikai országokkal szoros együttműködésben diverzifikálnunk kell az energiaszolgáltatókat.” Kétoldalú találkozón vett részt Abd el-Fattáh esz-Szíszi egyiptomi elnökkel. A következő héten részt vett a G20-ak csúcstalálkozóján az indonéziai Balin, ahol november 15-én volt az első kétoldalú találkozója Joe Biden amerikai elnökkel.
2023 januárjában Meloni Algériába látogatott, ahol találkozott Abd el-Madzsíd Tebbún elnökkel, akivel megállapodást írt alá az Olaszország számára történő gázszállításról. Ennek köszönhetően Algéria Olaszország legnagyobb gázszolgáltatójává vált. Február 21-én Meloni Ukrajnába látogatott, és találkozott Volodimir Zelenszkij elnökkel, hogy megvitassák a folyamatban lévő orosz inváziót. Ellátogatott a Kijev külvárosában található Bucsába is, ahol az orosz erők több mint 400 ukránt öltek meg 2022 márciusában. Meloni hangsúlyozta, hogy Ukrajna számíthat Olaszországra, hozzátéve, hogy „a kezdetektől Ukrajnával voltunk és leszünk is a végéig”. 
Március 2-án Meloni Indiába látogatott, ahol találkozott Narendra Modi miniszterelnökkel és Draupadi Murmu elnökkel. Egy sajtótájékoztatón Meloni dicsérte Modit és politikáját, „a világ legszeretettebb vezetőjének” nevezve.

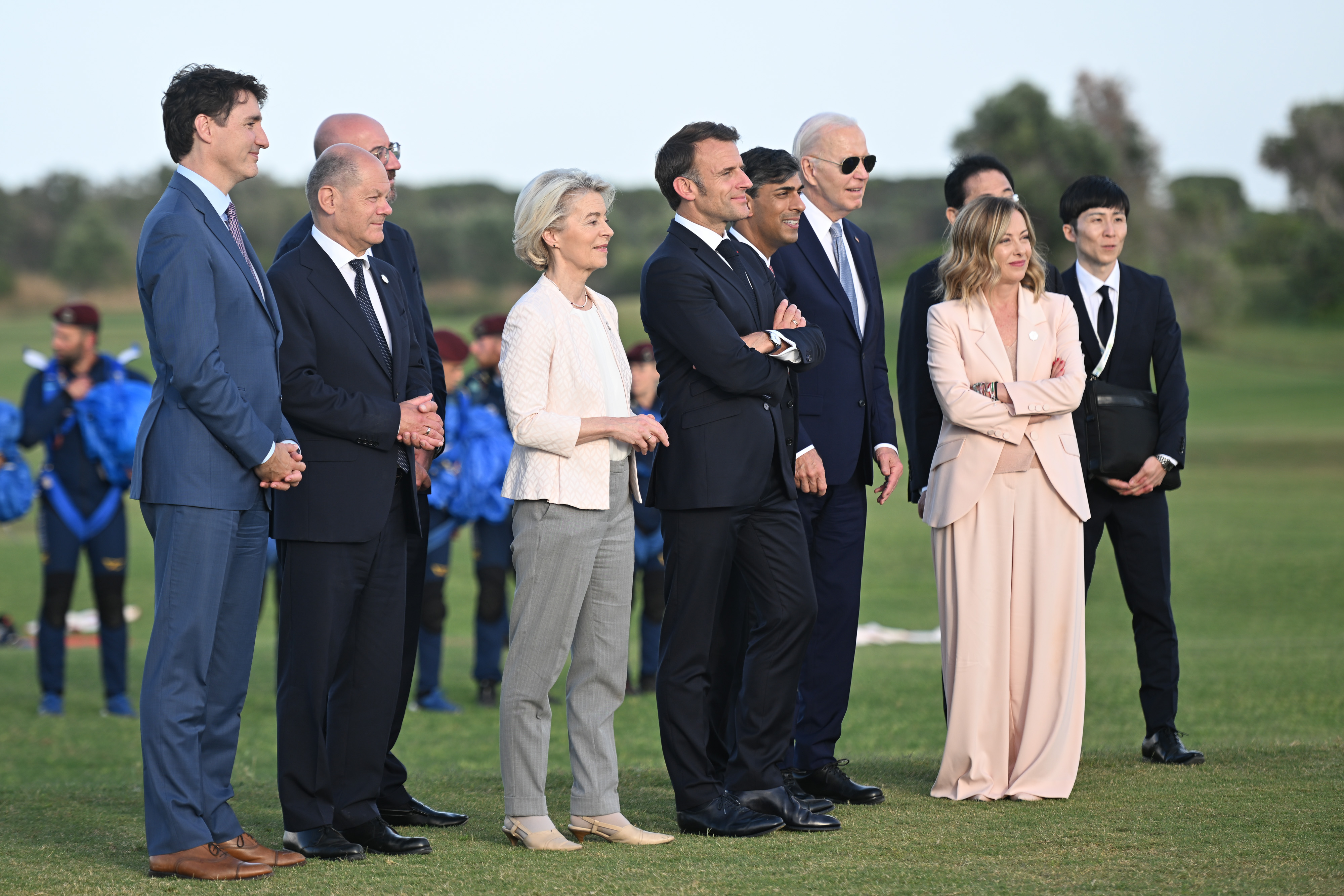
Meloni és a többi G7-vezető az 50. olaszországi csúcstalálkozón

2023 áprilisában Etiópiában látogatott, ahol találkozott Abij Ahmed miniszterelnökkel és Hassan Sheikh Mohamud szomáliai elnökkel. Addisz-Abebában Meloni bejelentette az olasz kormány úgynevezett „Mattei-tervét” az afrikai kontinensen történő befektetésekkel kapcsolatban. A látogatás során kétoldalú találkozója volt az Afrikai Unió Bizottságának elnökével, Moussa Fakival. Májusban részt vett a 49. G7-csúcson a japán Hirosimában, majd június 20-án Párizsba utazott, hogy találkozzon Macronnal, hogy rendezzék a köztük és az országaik közti vitákat. A 2023-as Izrael-Hamász háború során Meloni kijelentette: „támogatom Izrael teljes jogát arra, hogy a nemzetközi joggal összhangban megvédje magát és békében éljen”.
2024. április 28-án Meloni bejelentette, hogy maga fogja vezeti a pártja listáját az európai parlamenti választáson júniusban. A választáson Meloni pártja kapta a legtöbb szavazatot, a szavazatok 28%-ával.
2024. Június 13. és 15. között Meloni adott otthont az 50. G7-csúcstalálkozónak az apuliai Borgo Egnaziában. A megbeszélések között szerepelt az ukrajnai és a közel-keleti háború, az éghajlatváltozás, Kína, a migráció és a gazdaság. Ferenc lett az első pápa, aki felszólalt a G7-ek csúcstalálkozóján.
2024. október 18-án Meloni Libanonba utazott, ahol biztosította Libanon és az Egyesült Nemzetek békefenntartó missziójának a támogatását.
Olaszország az Egyesült Államok kérésére letartóztatta Mohammad Abedini Najafabadi iráni mérnököt a milánói Malpensa repülőtéren, azzal vádolták őt, hogy az embargókat megkerülve elektronikai alkatrészeket csempészett az Egyesült Államokból Iránba. Válaszul Irán 2024. december 19-én letartoztatta az Iránban lévő Cecilia Sala olasz újságírónőt „az Iszlám Köztársaság törvényeinek megsértése” miatt. 2025. január 3-án Irán fogolycserét kért. január 8-án Meloni bejelentette, hogy Salát az iráni hatóságok szabadon engedték, és személyesen fogadta a Salát a római Ciampino reptéren. Abedinit az olaszok január 12-én engedték vissza Iránba.